# Anacroneuria guayaquil
Anacroneuria guayaquil är en bäcksländeart som beskrevs av Maria del Carmen Zúñiga och Rojas 1999. Anacroneuria guayaquil ingår i släktet Anacroneuria och familjen jättebäcksländor. Inga underarter finns listade i Catalogue of Life.